# Đivo Natali
Grof Đivo de Natali je hrvatski vojni časnik. Bio je pukovnik Dubrovačke Republike. Bio je iz plemićke obitelji Natali. 
Natali i markiz Frano de Bona zajedno su radili na ustanku protiv Napoleonovoj okupaciji, čim su se Englezi iskrcali kod Dubrovnika. Cijelo vrijeme nisu prestajali predlagati i izmišljati sredstva, kako politička tako i financijska, kojima bi se narod naveo da uzme oružje i kojima bi se moglo poduprijeti ustanak. 
Nataliju je nakon dogovora s grofom Kabužićem smjesta preuzeo dužnost da pokrene, obodri i uvjeri narod Župe i Brgata u okolici samoga grada Dubrovnika, da se i oni oružjem u ruci pridruže ustanicima pod vodstvom grofa Kabužića (de Caboge). Ovu zadaću obavi Natali je veoma uspješno obavio.
Dana 23. studenoga sav narod Konavala, Cavtata, Župe i Brgata, pod vodstvom grofa Kabužića, pukovnika Natalija i inih mlađih pripadnika dubrovačke vlastele, pojavi se iznenada na brdima što dominiraju gradom Dubrovnikom te udarili na tvrđavu Impérial iznad njega i stigoše pred sama njegova vrata. Pohod je bio uspješan te su uspjeli zabiti stjegove Republike na tvrđavu De la Gourgé koju su Francuzi bili napustili te osvojiti selo Bosanku. 
Kad su se Englezi uplovili u Gruž, iskrcali su nekoliko topova i mužara. Postavljene su i dvije topničke bitnice, jedna austrijska, druga engleska. Kad su topovi zapucali po gradu kojeg su držali Francuzi, dubrovački ustanici pod vodstvom dubrovačkih časnika, pukovnika grofa Điva de Natalija, grofa Vlaha Bunića, grofa Nika de Sarace, Mata Milića, Antuna Dordellija, Petra Peričevića, grofa Boža Getaldića i markiza Marta Bunića, zajedno s namjesnikom Kabužićem sudjeluju u svim ratnim naporima i operacijama. Postavljaju topničke bitnice, prevoze topništvo, stražare na izvidnicama i jedina su posada kojoj je povjerena engleska topnička bitnica. 
Ustanak uz pomoć austrijskih i engleskih saveznika uspio je. Isprve su Dubrovčani vjerovali da u Grad ulaze sami ustanici domoljubi sa savezničkom vojskom, međutim, ulazili su sami Austrijanci i Englezi, i odmah puštaju na slobodu cijeli francuski garnizon. Posvuda se viju austrijske i engleske zastave. Diplomacija je imala svoje putove. Pukovnik de Natali nije mogao znati o dogovoru sklopljenom s generalom Milutinovićem. Upozorio je vlasteline grofa Saba Đorđića i gradonačelnik grof de Bosdardu da između zapovjednikâ savezničkih sila i naših ustanika vlada nesloga, zbog čega dubrovačke ustanike treba bez odlaganja pustiti u Grad i spriječiti da Austrijanci i Englezi u njega uđu. Ova vijest, umjesto da je probudila domoljubni duh u ove dvojice vlastelina, za njih je značila tek najavu novih užasa i nevolja pa su se, vjerujući da će si, osim pljačke, navući još i neprijateljstvo Austrijanaca i Engleza, povukli a da ništa zaključili nisu i zatraže da dođe grof Kabužić i upozna ih s pravim stanjem stvari.
De Natali je skoro poginuo nakon oslobođenja Dubrovnika od Francuza. Kad mu je zapovjeđeno je da se zajedno sa svim svojim ljudima povuče, a istodobno je razoružana i gradska narodna straža, kao da je i sama neprijateljska, najsrditiji među ustanicima (Brgaćanima i Župljanima) pošli su se iskaliti i na samome Nataliju. Natali se nije opirao, no najplemenitiji među njima obranili su ga.
U spomen na junaka dubrovačkog ustanka, dubrovačka ulica nosi ime Điva Natalija.